# 斯图尔特山庄园
斯图尔特山庄园（Mount Stuart House）是苏格兰比特島罗撒西的一座哥特复兴式乡间别墅，比特侯爵祖宅。它由罗伯特·罗安德·安德森为第三代比特侯爵设计，取代了之前亚历山大·麦吉尔设计另一座建筑，原建筑于1877年被毁于火灾。它是苏格兰第一座采用电照明的建筑。

## 历史

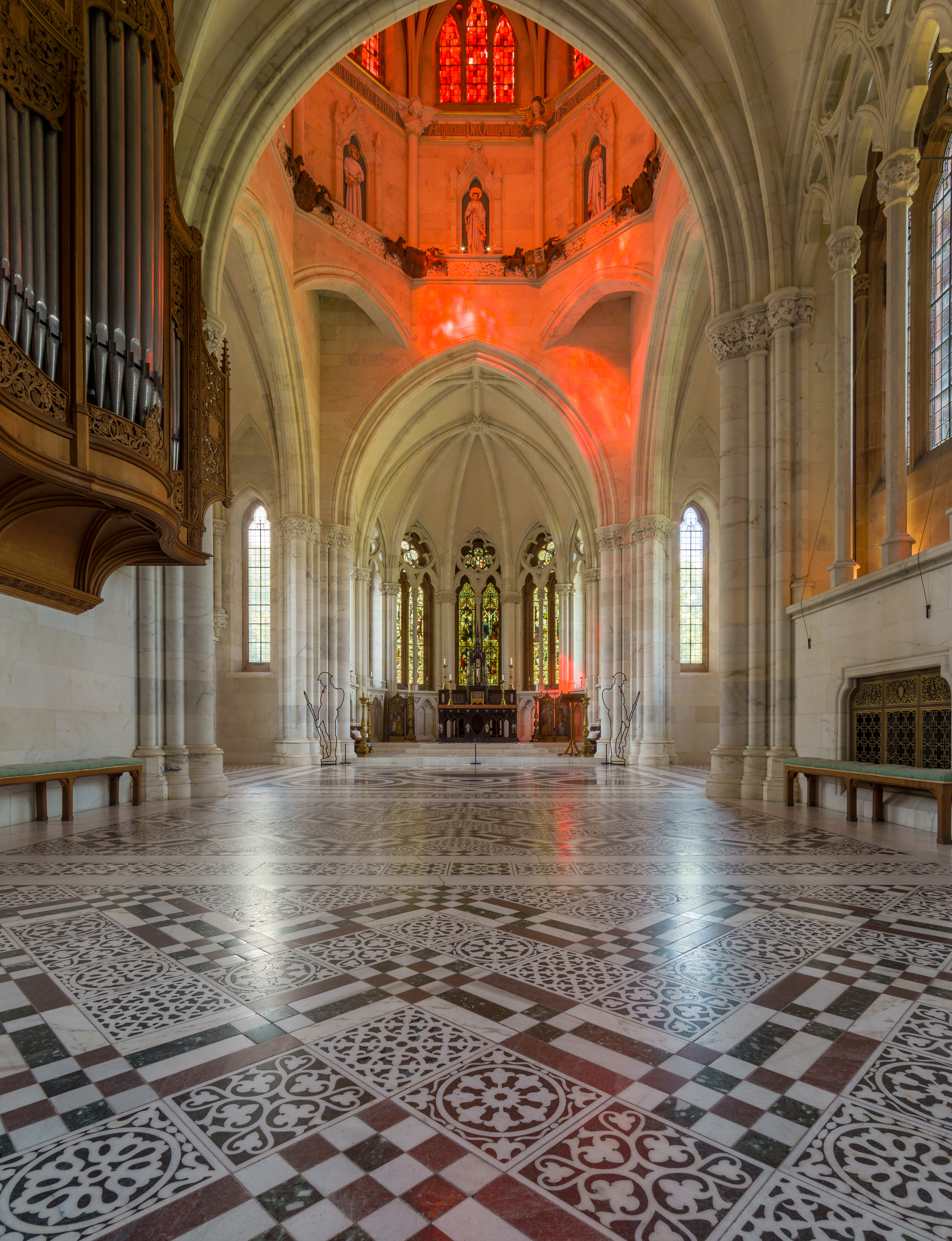
礼拜堂内部

最初的礼拜堂由第二代比特伯爵委托建于1719年，1877年12月3日发生火灾后，由第三代比特侯爵出资重建。第三代比特侯爵曾修建过卡迪夫城堡和卡斯特科赫城堡，这次也使用了之前的团队，包括威廉·伯吉斯。新建筑主体部分是19世纪哥特复兴式风格，用红棕色岩石建造。原建筑的两个翼楼幸存了下来。
庄园内展出有侯爵家族的收藏品，如书籍、家具和银器。2016年4月，庄园藏书中发现了莎士比亚第一对开本。